# Michel Moysard
Michel Moysard, né à Orléans en 1777 et décédé le 24 juin 1824, considéré de son temps comme étant un clarinettiste d’un talent supérieur, fut clarinette-solo au théâtre et aux concerts. Après avoir habité Bruxelles, il se fixa à Anvers en 1805.
Selon les écrits contemporains, Moysard avait un talent hors ligne pour la clarinette et l’ancien maître de chapelle G. Kennis l’appelait « le Rubens des instrumentistes ».
Il était un excellent interprète de Mozart.

## Le duel du «la»
Ce n'est pas seulement par son talent que son nom est passé à la postérité, mais surtout par l'affaire du « la » qui se termina par un duel retentissant.
Une dispute entre lui et Laurent père, premier hautbois, eut lieu au théâtre à propos de l’intonation du la. Moysard avait donné le ton d’orchestre, tandis que Laurent à son tour prétendait que c’était le hautbois qui guidait le diapason de l’orchestre. Après une vive altercation, Laurent provoqua Moysard en duel. Laurent fut mortellement blessé, et quelque temps après, Moysard fut frappé d’aliénation mentale. Il entra à la maison des aliénés le 14 septembre 1820, et l’infortuné artiste y décéda le 24 juin 1824.